# Dimarella zulia
Dimarella zulia är en insektsart som beskrevs av Miller in Miller och Stange 1989. Dimarella zulia ingår i släktet Dimarella och familjen myrlejonsländor. Inga underarter finns listade i Catalogue of Life.